# A6 (autoestrada)
A A6 ou Autoestrada do Alentejo é uma autoestrada portuguesa, que liga Marateca com Elvas, continuando até à fronteira com a Espanha, ligando a região da Área Metropolitana de Lisboa com as sub-regiões Alentejo Central e Alto Alentejo, pertencendo à Região do Alentejo, tendo uma extensão total de 157,9 km.  
Tendo sido concluída em 1999, é a principal ligação entre Lisboa e Espanha, sustentando o importante eixo Lisboa-Madrid. Faz parte integrante, em toda a sua extensão, do IP7, e da Estrada europeia 90. 
Esta autoestrada inicia-se na Autoestrada do Sul na Marateca, seguindo através das paisagens do Alto Alentejo para Montemor-o-Novo, Évora e posteriormente para a zona dos mármores da Serra d'Ossa - Estremoz, Borba e Elvas, terminando junto à fronteira do Caia. No Caia, a A6 liga-se à autovia espanhola A-5, a qual termina em Madrid, passando por Badajoz e Mérida.
A A6 é concessionada pela Brisa e tem portagens, exceto entre Elvas (poente) e a fronteira de Caia/Badajoz. A 1 de janeiro de 2023, o percurso entre Lisboa (Fogueteiro) e Elvas custa 17,85€ para um veículo Classe 1.

## Estado dos troços
| Troço                                  | Situação             | km   |
| -------------------------------------- | -------------------- | ---- |
| Marateca - Montemor-o-Novo (este)      | Em serviço (08/1995) | 43,9 |
| Montemor-o-Novo (este) - Évora (oeste) | Em serviço (04/1998) | 15,2 |
| Évora (oeste) - Estremoz               | Em serviço (05/1998) | 45,9 |
| Estremoz - Elvas poente                | Em serviço (09/1999) | 35,2 |
| Elvas poente - Caia (Espanha)          | Em serviço (1998)    | 18,5 |

## Capacidade

### Perfil
A A6 possui um perfil transversal com duas vias por sentido, existindo uma adicional nos locais onde a inclinação o justifica.
| Troço           | Perfil | Extensão |
| --------------- | ------ | -------- |
| Marateca - Caia |        | 158,7 km |

### Tráfego[6]
| Troço                                           | Tráfego médio mensal, março de 2024 |
| ----------------------------------------------- | ----------------------------------- |
| Marateca (A2/A13) – Vendas Novas                | 10.691                              |
| Vendas Novas – Montemor-o-Novo Poente           | 9.865                               |
| Montemor-o-Novo Poente – Montemor-o-Novo Poente | 9.181                               |
| Montemor-o-Novo Nascente – Évora Poente         | 7.956                               |
| Évora Poente – Évora Nascente                   | 4.004                               |
| Évora Nascente – Estremoz                       | 5.131                               |
| Estremoz – Borba                                | 3.861                               |
| Borba – Elvas Poente                            | 3.792                               |
| Elvas Poente – N246                             | 5.831                               |
| N246 – Elvas Central                            | 6.761                               |
| Elvas Central – Elvas Nascente                  | 6.900                               |
| Elvas Nascente (N4) – Caia                      | 11.439                              |
| Caia – Fronteira com Espanha                    | 11.266                              |

## Saídas

### Marateca – Caia
| Número da Saída            | km      | Nome da Saída                                                           | Estrada   |
| -------------------------- | ------- | ----------------------------------------------------------------------- | --------- |
| \| 1                       | 0       | Nó da Marateca Lisboa / Setúbal ALGARVE / Alcácer Santarém              | A 2 A 13  |
| 2                          | 19      | Vendas Novas                                                            | N 4       |
| 3                          | 38      | Montemor (oeste) Coruche                                                | N 114     |
| 4                          | 43      | Montemor (este) Arraiolos                                               | N 4       |
| 5                          | 59      | Évora (poente)                                                          | N 114     |
| 6                          | 75      | Évora (nascente) Beja                                                   | N 18 IP 2 |
| 7                          | 105     | Estremoz Monforte Portalegre                                            | IP 2      |
| 8                          | 117     | Borba Vila Viçosa                                                       | N 4 N 255 |
| Praça de Portagem de Elvas |         |                                                                         |           |
| 9                          | 140     | Elvas (oeste) Vila Boim                                                 | N 4       |
| 10                         | 145     | Elvas (centro) São Vicente e Ventosa Santa Eulália Arronches Portalegre | N 246     |
| 11                         | 148     | Elvas (zona industrial) Campo Maior Portalegre                          | N 373     |
| 12                         | 152     | Elvas (este)                                                            | N 4       |
| 13                         | 157     | Caia área de serviço                                                    |           |
|                            | 158     | Fronteira                                                               |           |
|                            | Espanha | Espanha                                                                 | A-5       |

## Áreas de serviço
- Área de Serviço de Vendas Novas (km 6)
- Área de Serviço de Montemor-o-Novo (km 54)
- Área de Serviço de Estremoz (km 99)
- Área de Serviço do Caia (Elvas) (km 157)